# HD 202773
HD 202773，又名CD-2917692，SAO 190220、HR 8142，是一颗恒星，视星等为6.4，位于銀經17.89，銀緯-43.43，其B1900.0坐标为赤經21h 12m 59.8s，赤緯-29° -43.43′ 3″。